# Tithonos

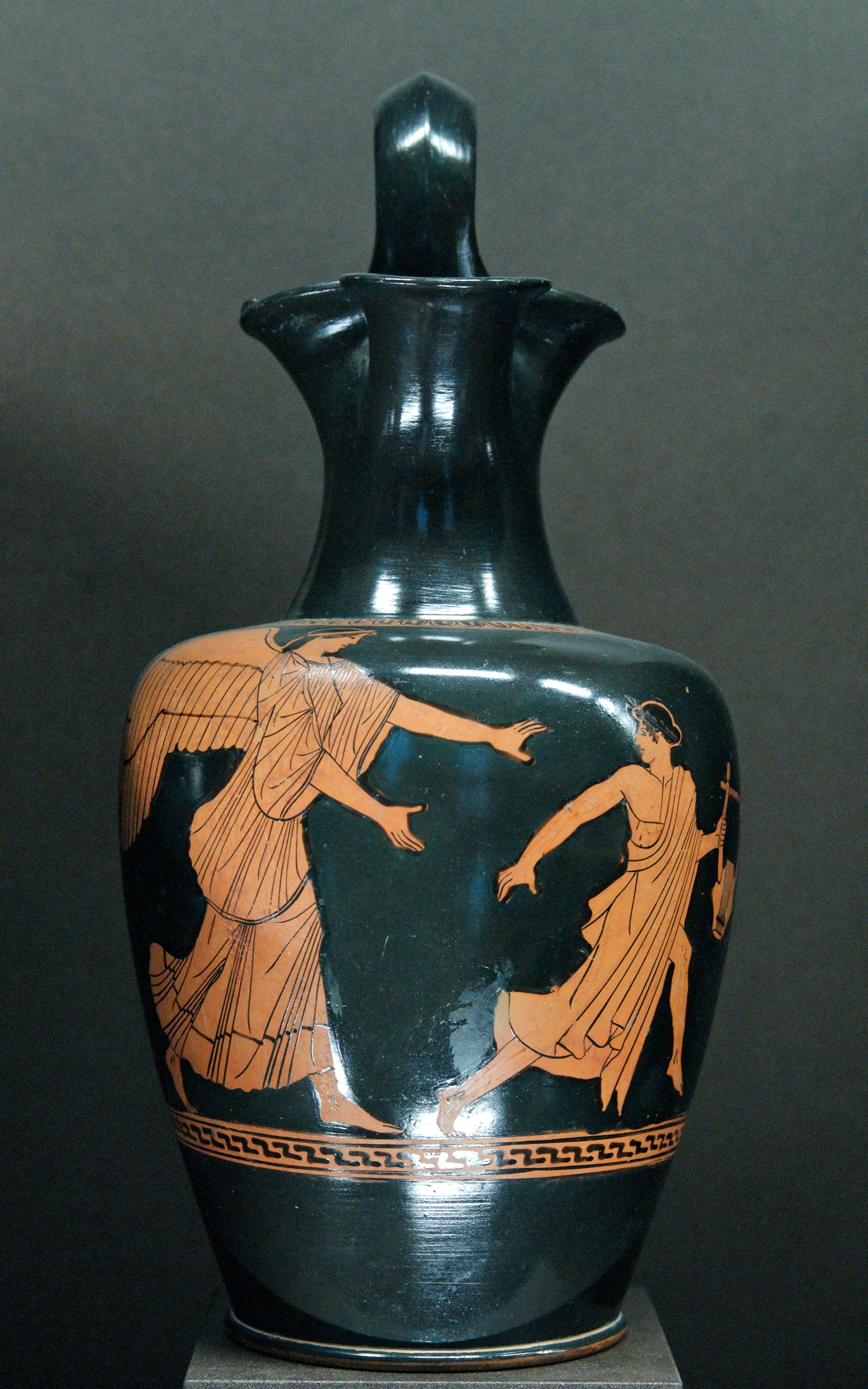
Eos verfolgt Tithonos. Achilleus-Maler: Attisch-rotfigurige Oinochoe, 470–460 v. Chr.

Tithonos (altgriechisch Τιθωνός Tithōnós) ist in der griechischen Mythologie ein Sohn des trojanischen Königs Laomedon.
Zusammen mit Eos, der Göttin der Morgenröte, hatte er den Sohn Memnon. Tithonos wurde von Eos so geliebt, dass sie, um ihm zu gefallen, von dem widerstrebenden Zeus das ewige Leben für Tithonos erbat. Dies wurde ihr gewährt. Da sie – anders als der verärgerte Zeus – jedoch übersehen hatte, zugleich ewige Jugend für Tithonos zu erbitten, wurde er älter und älter und schrumpfte zuletzt so zusammen, dass am Ende nur noch seine keifende schrille Stimme übrig blieb und er zur Zikade wurde.